# Il premio (romanzo)
Il premio è un romanzo che ha come protagonista l'investigatore privato Pepe Carvalho, celebre personaggio creato dalla penna di Manuel Vázquez Montalbán.